# 엘리 (레이브)
엘리(ELIE)는 레이브 (만화)의 히로인이다.

## 소개
성우는 카와스미 아야코/이용신.
1. ↑  한국판 성우와 일본판 성우 모두 짱구는 못말려의 스오토메 아이 역과 GTO에서 노무라 토모코 역을 맡았다. 그리고 레이브와 GTO의 한국판 연출 PD는 동일인물이다.